# 海野荘
海野荘（うんののしょう）は、信濃国小県郡（現在の長野県東御市から上田市の神川以東）にあった荘園。千曲川の右岸に位置する。　

## 歴史
平安時代の保延年間に藤原忠実を領家とする寄進地系荘園として立荘され、「海野」の地名は『和名類聚抄』の「童女（をむな）郷」や『日本霊異記』の「嬢（をむな）の里」の転訛と考えられる。『吾妻鏡』文治2年3月12日（1186年4月3日）条に後白河法皇から源頼朝に示された「関東御知行国々内乃具未済庄々注文」では摂関家が相伝する殿下渡領となっている。建長5年（1253年）の「近衛家所領目録」では高陽院領で、預所の播磨守・源教俊が荘務を進退することが記されている。
地頭は滋野氏嫡家の海野氏で、寛元元年（1243年）に滋野光氏が荘内の加納田中郷を嫡子の経氏ら5名に譲ったのを譲り、翌年には将軍九条頼嗣が地頭職安堵状を発給したのをはじめ（『臼田文書』）、嘉暦4年（1329年）の「諏訪上社頭役注文」では岩下郷、林三ヶ条、深井郷の地頭を海野次郎左衛門入道が、三分条今井村、鞍掛条加沢村の地頭を望月重直が務めるなど（『守矢文書』）、伝領に関する史料が多く残されている。
『執政所抄』では高倉殿の忌日に当荘から法華経五部が納入され、正応3年（1290年）の「近衛家文書」では宝帳布一反を納入している。至徳2年（1385年）足利義満は近衛基嗣による楞伽寺への当荘の寄進を安堵した。大永7年（1527年）には海野棟綱が荘内住民の高野山詣の際の宿坊を蓮華定院に指定している。
戦国時代以降は武田氏の支配地となり、国衆領の一つである「海野領」の一部として纏められた。天正15年（1587年）にも諏訪大社の神役を勤仕し、上社の頭役料として「海野庄 五貫六百文」とある（『守矢文書』）。